# Roger Parry
Roger Parry (París, 13 de noviembre de 1905 - Cognac, 4 de mayo de 1977) fue un fotógrafo e ilustrador francés que participó en el movimiento surrealista.
Estudió «artes decorativas» entre 1923 y 1925 y trabajó como asistente de Maurice Tabard realizando sus primeras fotografías en 1929. Uno de sus trabajos más conocidos lo realiza en 1930 al ilustrar los poemas de Léon-Paul Fargue en su libro Banalité. 
Su obra fotográfica en esos años es experimental y entre otros recursos emplea la deformación de la imagen de partes del cuerpo humano.
Poco después realizó varios viajes a África y Tahití realizando un trabajo más documental y que tiene como ejemplo el libro Tahiti : 106 photos de R. Parry publicado por Éditions Gallimard en 1934. También realizó algunos trabajos de fotoperiodismo en Moscú, Nueva York y Londres para la agencia France Press.
Desde 1948 colaboró con las editoriales en la ilustración de libros, especialmente con la Nouvelle Revue Française entre los que se encuentran textos como «La condición humana» de André Malraux.